# فانيسا أتكينسون
فانيسا أتكينسون (بالهولندية: Vanessa Atkinson)‏ هي لاعبة الاسكواش هولندية، ولدت في 10 مارس 1976 في نيوكاسل أبون تاين في المملكة المتحدة.

## وصلات خارجية
- فانيسا أتكينسون على موقع SquashInfo.com (الإنجليزية)